# 브리츠쥐트역
브리츠쥐트역(U-Bahnhof Britz-Süd)은 베를린 노이쾰른구 브리츠에 있는 U7의 역이다. 1930년대 이후 최초로 연장된 U7 구간에 있는 역 중 하나이며, 1963년 9월 28일에 개통했다. 역사의 남쪽은 구트슈미트슈트라세(Gutschmidtstraße)와 접해 있으며, 역사가 설치된 방향과 평행하게 프리츠로이터알레(Fritz-Reuter-Allee)가 지나간다.
양쪽 끝에 출구가 있는 단순한 섬식 승강장이 설치되었다. 과거의 남부 출입구는 구트슈미트슈트라세의 지상 대합실로 이어지며, 북부 출입구는 BVG의 안전 확보 대책으로 2003년 9월 3일에 개통되었으며 선로 위의 주차장으로 연결된다. 역사는 베르너 뒤트만(Werner Düttmann)이 설계했다. 외벽은 올리브황토색 세라믹 타일로 마감되었으며 타일 사이는 회색으로 메워져 있다. 기둥의 일부는 회색, 일부는 올리브녹색으로 마감되어 있다.
1966년 3월 1일에는 현재의 7호선 운행 계통이 운행하기 시작했다. 1970년 1월 2일 츠비카우어 담역까지 연장되기 전에는 중간 종착역이었다. 역 북쪽으로는 단선 인상선, 남쪽으로는 복선 인상선이 설치되어 있다. 역 남쪽으로는 1971년 1월에 완공된 Bw 브리츠 기지로 향하는 인입선이 본선의 복선 선로 바깥쪽으로 분기한다.
2010년 10월 22일 역 남쪽으로 엘리베이터가 설치되었고, 건설 예산은 90만 유로가 소요되었다.
베를린 버스 M46, 181번과 환승 가능하다.

## 인접 철도역
| 베를린 지하철 7호선                    | 베를린 지하철 7호선 | 베를린 지하철 7호선         |
| -------------------------------------- | ------------------- | --------------------------- |
| 파르히머 알레 라트하우스 슈판다우 방면 | U7                  | 요하니스탈러 쇼세 루도 방면 |